# Адміралтейський острів (Санкт-Петербург)
Адміралте́йський о́стрів (рос. Адмиралтейский остров) — частина території Санкт-Петербурга, розташована між річкою Невою, Лебединою канавкою, річкою Мойкою, Крюковим каналом, Адміралтейським та Ново-Адміралтейським каналами.
Фактично складається із двох островів, що розділені Зимовою канавкою, — 1-го Адміралтейського та 2-го Адміралтейського.
Ця назва відома з 1713 року і асоціюється з одним із символів Санкт-Петербурга — будівлею Адміралтейства (арх. О. Захаров); втім, його назва пов'язана із верф'ю, що знаходилася у центрі острова. На той час острів був більшим, але у 1715–1720 рр. він був поділений каналами на 14 менших островів, із яких наразі збереглися лише п'ять.